# Єлисєєв Павло Петрович
Єлисє́єв Павло́ Петро́вич (1798, Калуга, Калузька губернія, Російська імперія — 22 березня [3 квітня] 1875, Київ, Київська губернія, Російська імперія) — київський купець 3-ї гільдії, київський міський голова у 1837–1838 роках, потомствений почесний громадянин (1837).

## Біографія
Був калузьким купцем, у 1820-х роках спільно з братами заснував у Києві власну торгівлю залізними виробами з Уралу та Сибіру.
На виборах 1835 року обраний гласним у Київську міську думу, на виборах міського голови набрав другу, після Парфенія Дехтерьова, кількість голосів, та обійняв посаду старшого гласного. Після смерті в 1837 році Дехтерьова виконував обов'язки київського міського голови.
Під час довготривалих від'їздів Єлисєєва з Києва в комерційних справах, обов'язки міського голови тимчасово виконували Микола Балабуха та Семен Личков.
У 1838 році на посаду міського голови обраний та затверджений Іван Ходунов, а Павло Єлисєєв продовжив займатися торговими справами. 1843 року був переписаний у київські купці 3-ї гільдії. 
Наприкінці життя розорився, працював нотаріусом та помер 22 березня (3 квітня) 1875 року майже в злиднях. Похований на Щекавицькому кладовищі, поховання не збереглося.

## Родина
- Дружина — Олександра Йосипівна[5].
- Діти:
  - Євген (нар. 1836),
  - Микола (нар. 1 листопада 1840[6]),
  - Сергій (нар. 20 січня 1842[7]),
  - Анна (нар. 27 січня 1843[8]),
  - Людмила (нар. 30 травня 1845[9]),
  - Олександр (19 березня 1847 — 17 квітня 1847)[10][11],
  - Володимир (15 червня 1848 — 24 червня 1848)[12][13],
  - Володимир (12 липня 1853 — 19 серпня 1917)[14][15].